# Stephensoniella marina
Stephensoniella marina is een ringworm uit de familie van de Enchytraeidae. De wetenschappelijke naam van de soort is voor het eerst geldig gepubliceerd in 1902 door Moore.